# Oxira fusca
Oxira fusca är en fjärilsart som beskrevs av Lenz 1927. Oxira fusca ingår i släktet Oxira och familjen nattflyn. Inga underarter finns listade i Catalogue of Life.